# Пјано деле Фонти (Кјети)
Пјано деле Фонти (итал. Piano delle Fonti) је насеље у Италији у округу Кјети, региону Абруцо.
Према процени из 2011. у насељу је живело 301 становника. Насеље се налази на надморској висини од 412 м.